# Catedral basílica de San Dunstán (Charlottetown)
La Catedral Basílica de San Dunstán (en inglés: St. Dunstan's Cathedral Basilica) es la catedral de la diócesis de Charlottetown en Charlottetown, Isla del Príncipe Eduardo (Prince Edward Island), al este de Canadá. Fue dedicada en honor de San Dunstán santo anglosajón de Glastonbury. La estructura de piedra actual fue reconstruido en 1916 después de un incendio y se encuentra en la calle Great George (Jorge el Grande), entre el puerto y el Centro de Artes de la Confederación (Confederation Centre of the Arts).
La basílica fue designado como sitio histórico nacional de Canadá en 1990. 